# Corpo de Voluntários da Papua
O Corpo de Voluntários da Papua (PVK, em neerlandês: Papoea Vrijwilligers Korps) era um corpo de exército composto inteiramente por papuas, formado em 21 de fevereiro de 1961. Foi criado para contribuir para a defesa da Nova Guiné Neerlandesa contra a infiltração do Exército Indonésio. A criação do corpo pelo Gabinete Neerlandês foi aprovada em dezembro de 1959 e o corpo serviria como polícia semimilitar.
O PVK era composto por diferentes povos de Papua, principalmente membros das tribos Arfak e Biak  e esteve sob o comando do coronel dos fuzileiros navais W.A. van Heuven. Como emblema o PVK escolheu o casuar  (kasuaris em neerlandês) e o seu lema era Persevero. Estava armado e equipado com uniforme cáqui e chapéu com a borda esquerda para cima, adornado com o emblema do PVK e uma pluma.
Em 1961–1962, a ameaça indonésia expandiu-se enormemente. Depois que a administração do território foi passada para as Nações Unidas (Autoridade Executiva Temporária das Nações Unidas) e para o subsequente governo indonésio (1962–1963), o PVK foi dissolvido e os membros foram demitidos. Alguns membros juntaram-se mais tarde ao exército indonésio. Outros, incluindo o Sargento Awom Ferry, fundaram um exército guerrilheiro, o Batalhão Casuar, e iniciaram uma luta pela independência da Indonésia. Embora mais tarde este movimento se rendesse e alguns dos seus membros também se juntassem ao exército indonésio depois de terem sido treinados em Siliwangi e Diponegoro e combinados com as forças da Trikora, para formar o Kodam XVII/Cenderawasih. Outros se juntariam às duas facções concorrentes do Movimento Papua Livre, principalmente na 'Sede Victoria' em vez de nos 'Defensores da Verdade', já que os primeiros eram liderados pelo ex-membro das Forças Armadas da Indonésia, M.L. Prawar e S. Rumkorem.